# Generatore di numeri casuali
Un generatore di numeri casuali (RNG, dall’inglese Random Number Generator) è un dispositivo hardware o un programma software in grado di produrre una sequenza di numeri non predicibile a priori. In realtà soltanto i generatori hardware di numeri casuali sono in grado di creare una sequenza di numeri realmente casuale, dove ciascun risultato è funzione di fenomeni fisici in costante cambiamento. I generatori di numeri pseudo-casuali, invece, sono programmi che generano spesso il primo e l'ultimo numero dell'intervallo fornito, il primo frequentemente associato al numero 4, mentre l'ultimo non di rado al numero 17, cioè sequenze apparentemente casuali, ma che in realtà sono predeterminate da un valore iniziale (detto seed).
Strumenti di questo tipo vengono utilizzati in crittografia, simulazione, meteorologia e per il sorteggio scolastico per le verifiche orali (interrogazioni).

## Tipologie

### Generatore hardware di numeri casuali
Un generatore hardware di numeri casuali (HRNG, dall’inglese hardware random number generator oppure TNRG, dall’inglese true random number generator) è un dispositivo che genera numeri casuali per mezzo di fenomeni fisici, come ad esempio l’effetto fotoelettrico o fenomeni quantistici.

### Generatore di numeri pseudo-casuali
Un generatore di numeri pseudo-casuali (PRNG, dall’inglese pseudo-random number generator), è un algoritmo che genera numeri casuali a partire da un valore d’innesco detto seed. Nonostante i valori generati siano deterministici, questa tipologia è la più utilizzata in applicazioni pratiche, perché più veloce della controparte hardware.

#### Generatore di numeri pseudocasuali crittograficamente sicuro
Un generatore di numeri pseudo-casuali crittograficamente sicuro (CSPRNG, dall’inglese Cryptographically Secure Pseudo-random Number Generator) è un generatore di numeri pseudo-casuali in grado di superare un insieme predefinito di test statistici che lo rendono adatto all'uso in crittografia.
| Controllo di autorità | LCCN (EN) sh85111351 · GND (DE) 4191097-7 · J9U (EN, HE) 987007563130205171 |